# Fabrice Hadjadj
Fabrice Hadjadj (Nanterre, 1971) è uno scrittore e filosofo francese, di origine ebraica tunisina, convertitosi al cattolicesimo nel 1998.

## Biografia
Figlio di genitori di origine ebraica tunisina, maoisti, attivisti rivoluzionari nel maggio francese, in gioventù Hadjadj è stato ateo e anarchico, e ha mantenuto un approccio nichilistico per più di venti anni. Nel 1998 si è convertito al cattolicesimo di fronte ad una statua della Vergine Maria, nell'église Saint-Séverin, nel Quartiere latino, nel centro storico di Parigi. Battezzato all'abbazia di Solesmes, dal cattolicesimo prendono slancio la sua indagine filosofica e il lavoro letterario. 
A poco più di 30 anni, insieme con John Gelder, cura un'antologia a più mani, Objet perdu,  alla quale collaborarono autori come Michel Houellebecq, Dominique Noguez, e Raoul Vaneigem. Il suo primo testo di rilievo è Réussir sa mort: Anti-méthode pour vivre, che ha vinto il Grand Prix catholique de littérature nel 2006. Si tratta di un saggio sulla morte nell'era tecnologica: "Ci tocca scegliere tra una liquidazione tecnica e una vita offerta. Non c'è alternativa: darsi la morte o donare la vita per ciò che ne vale la pena". Altre onorificenze gli sono state conferite negli anni successivi (vedi apposita sezione per il dettaglio).
Attualmente Hadjadj insegna filosofia e letteratura a Tolone.
Sposato dal 2001 con l'attrice Siffreine Michel, è padre di dieci figli, cinque femmine e cinque maschi.

## Opere
- Traité de Bouddhisme zen à l'usage du bourgeois d'Occident (sotto le pseudonimo di Tetsuo-Marcel Kato), Éditions du PARC, 1998
- Et les violents s'en emparent, Éditions Les Provinciales, 1999
- A quoi sert de gagner le monde: Un vie de saint François Xavier, Éditions Les Provinciales, 2002; edizione riveduta 2004 (Pièce teatrale)
- La terra strada del cielo, Torino, Lindau, 2010 (La terre chemin du ciel, Éditions du Cerf, 2002)
- La salle capitulaire (con Gérard Breuil), Éditions Les Provinciales, 2003 (Monologhi per accompagnare una mostra di Breuil)
- Arcabas - Passion Résurrection, Éditions du Cerf, 2004 (Pièce teatrale per accompagnare un polittico di Arcabas)
- Réussir sa mort : Anti-méthode pour vivre, Presses de la Renaissance, 2005 (Grand Prix catholique de littérature)
- Massacre des Innocents : Scènes de ménage et de tragédie, Éditions Les Provinciales, 2006 (Pièce teatrale)
- Mistica della carne. La profondità dei sessi, Milano, Medusa, 2009 (La profondeur des sexes: Pour une mystique de la chair, Éditions du Seuil, 2008)
- L'agneau mystique : Le retable des frères Van Eyck, Éditions de l'Oeuvre, 2008
- Pasiphaé : ou comment l'on devient la mère du Minotaure, Éditions Desclée de Brouer, 2009 (Pièce teatrale)
- La fede dei demoni, ovvero il superamento dell'ateismo, Traduzione di Anna Bissanti; Marietti 1820, 2010 La foi des démons ou l'athéisme dépassé, Éditions Salvator, 2009).
- Che cos'è la verità (con Fabrice Midal), Torino, Lindau, 2011 (Qu'est ce que la vérité?, Salvator, 2010)
- Il Paradiso alla porta, Torino, Lindau, 2013 (Le Paradis à la porte, Seuil, 2011).
- Ma che cos'è una famiglia?, Milano, Ares, 2015
- Risurrezione. Istruzioni per l'uso, Milano, Ares 2017

## Premi e riconoscimenti
- Grand Prix catholique de littérature (2006)
- Prix du Cercle Montherlant - Académie des Beaux-Arts (2009)
- Prix de littérature religieuse (2010)
- Prix spiritualités d'aujourd'hui (2013)
- Membro del Pontificio consiglio per i laici (2014)
- Prix du cardinal Lustiger dell'Académie française (2020)
- Premio internazionale medaglia d'oro al merito della cultura cattolica, 2021